# Манифест 121
Манифест 121 (фр. Manifeste des 121; полное название — «Декларация о праве на неподчинение во время Алжирской войны», фр. Déclaration sur le droit à l’insoumission dans la guerre d’Algérie) — открытое письмо, подписанное 121 (ста двадцатью одним) представителем интеллигенции и опубликованное 6 сентября 1960 года в журнале Vérité-Liberté. Декларация призывала правительство Франции, возглавляемое тогда голлистом Мишелем Дебре, и общественное мнение признать Алжирскую войну законной борьбой за независимость, осуждала применение пыток со стороны французской армии, и содержала призыв к Франции соблюдать права отказников в конфликте с властями.
Декларация была разработана Дионисом Масколо, Морисом Бланшо и Жаном Шустером. В ней утверждалось, что дело алжирцев было делом всех свободных людей и что их борьба наносила решающий удар по колониализму. Хотя подавляющее большинство подписантов принадлежали к французским левым, некоторые из них были связаны в своём прошлом с французскими ультраправыми: например, Морис Бланшо или Робер Сипион (Robert Scipion), которые были замечены в симпатизировании «Круа-де-Фё». Среди подписантов были деятели различных политических и культурных движений, таких как марксизм и экзистенциализм, а также ряд фигур, связанных с литературными и кинематографическими течениями модерна и новой волны.
7 октября того же года появилось встречное письмо — Манифест французских интеллектуалов (фр. Manifeste des intellectuels français pour la résistance à l'abandon), собравший в общей сложности более 300 подписей; в этом манифесте утверждалось, что опека Франции остаётся единственным препятствием на пути установления в Алжире диктатуры фанатиков и террористов.

## Список подписантов
Имена подписантов перечислены в порядке русского алфавита.
- Артюр Адамов, писатель
- Робер Антельм, писатель и бывший узник Бухенвальда
- Жан Баби[фр.]
- Элен Бальфе (Hélène Balfet)
- Марк Барбю[фр.]
- Робер Барра
- Марк Бегбедер[фр.], философ и журналист (близок к персоналистам)
- Жан-Луи Бедуэн[фр.]
- Робер Бенаюн[фр.], кинорежиссёр и кинокритик
- Мишель Бернштейн, ситуационист
- Морис Бланшо, писатель
- Роже Блен, актёр и драматург
- Симона де Бовуар, философ
- Арсен Боннафу-Мюра[фр.]
- Женевьева Бонфуа (Geneviève Bonnefoi)
- Раймон Борд
- Жан-Луи Бори, писатель, журналист и кинокритик
- Жак-Лоран Бост[фр.], журналист
- Андре Бретон, сюрреалист
- Пьер Булез, композитор
- Венсан Бунур[фр.]
- Веркор, писатель
- Жан-Пьер Вернан, историк
- Пьер Видаль-Наке, историк
- Клод Визё[фр.], художник и скульптор
- Ж. -П. Вьельфор[фр.]
- Анна Герен[фр.]
- Даниэль Герен, историк
- Эдуар Глиссан, писатель
- Адриен Дакс[фр.]
- Жан Дальзас[фр.]
- Юбер Дамиш, философ
- Ги Дебор, ситуационист
- Луи-Рене Дефоре, писатель
- Бернар Дорт[фр.]
- Симона Дрейфус[фр.]
- Жан Дуассо[фр.]
- Маргерит Дюрас, писательница и кинематографистка
- Эдуар Жагер[фр.], поэт и искусствовед
- Жерар Жарло[фр.]
- Пьер Жауэн[фр.]
- Жак Жерне[фр.], китаист
- Луи Жерне, филолог и социолог
- Робер Жолен[фр.], этнолог
- Ален Жубер (Alain Joubert)
- Рене Заззо[фр.], физиолог
- Жан-Клод Зильберман[фр.], художник и писатель
- Илип[фр.]
- Ги Кабанель[фр.]
- Жорж Кондомина[фр.], антрополог
- Анри Креа[фр.]*
- Ален Кюни, актёр
- Робер Лагард (Robert Lagarde)
- Моника Ланге[фр.]
- Клод Ланцман, кинорежиссёр
- Робер Лапужад[фр.], художник и кинорежиссёр
- Поль Леви[фр.], этнолог
- Жерар Легран[фр.]
- Мишель Лейрис, писатель и этнолог
- Жером Лендон, издатель «Минюи» (Les Éditions de Minuit)
- Анри Лефевр, социолог
- Эрик Лосфельд[фр.]
- Робер Лузон[фр.]
- Жан-Жак Майю[фр.]
- Жеан Майю[фр.]
- Флоранс Мальро[фр.]
- Андре Мандуз[фр.], академик
- Мод Маннони[фр.], психоаналитик
- Оливье де Маньи (Olivier de Magny), поэт
- Рене Марсель-Мартине[фр.]
- Жан Мартен, актёр
- Андре Марти-Капгра[фр.]
- Жан-Даниэль Мартине (Jean-Daniel Martinet)
- Дионис Масколо[фр.], писатель
- Франсуа Масперо, издатель
- Пьер де Массо[фр.], писатель и журналист
- Андре Массон, художник
- Теодор Моно, натуралист и путешественник
- Мари Московичи[фр.]
- Жорж Мунен[фр.]
- Жорж Навель[фр.]
- Морис Надо, издатель
- Жак Овлет (Jacques Howlett)
- Жорж Оклер[фр.], журналист
- Клод Олье[фр.], писатель (Новый роман)
- Элен Пармелен, писательница, журналистка и искусствовед
- Марсель Пежю[фр.]
- Бернар Пенго, писатель
- Эдуар Пиньон, художник
- Морис Понс[фр.], писатель
- Ж. -Б. Понталис[фр.], философ и физиолог
- Жан Пуйон (Jean Pouillon), этнолог
- Андре Пьейр де Мандьярг, писатель
- Жозе Пьер (José Pierre), писатель
- Мадлен Ребериу[фр.], историк
- Жан-Франсуа Ревель, журналист
- Поль Ревель (Paul Revel)
- Ален Рене, кинорежиссёр
- Дениза Рене[фр.], галеристка
- Ален Роб-Грийе, писатель (Новый роман)
- Жак-Франсис Роллан (Jacques-Francis Rolland)
- Альфред Росмер, профсоюзный деятель
- Кристиана Рошфор, писательница
- Клод Руа, писатель
- Жильбер Руже (Gilbert Rouget)
- Франсуаза Саган, писательница
- Натали Саррот, писательница
- Жан-Поль Сартр, философ
- Луи Сеген (Louis Seguin), инженер и промышленник
- Марк Сен-Санс[фр.], художник
- Женевьева Серро[фр.], актриса
- Клод Симон, писатель
- Симона Синьоре, актриса
- Робер Сипион (Robert Scipion), журналист и писатель
- Катрин Соваж[фр.], певица и актриса
- Рене де Солье[фр.]
- Рене Сорель[фр.]
- Клод Соте, сценарист и кинорежиссёр
- Д. де ла Сушер (D. de la Souchère)
- Франсуа Трюффо, кинорежиссёр
- Жан Тьерселен[фр.]
- Теодор Френкель[фр.]
- Андре Френо, поэт
- Рене Цанк (René Tzanck)
- Жан Чарнецкий (Jean Czarnecki)
- Лоран Шварц, математик
- Жан Шустер[фр.]
- Ив Эллеуэ[фр.]
- Доминик Элюар (Dominique Eluard)